# Isba

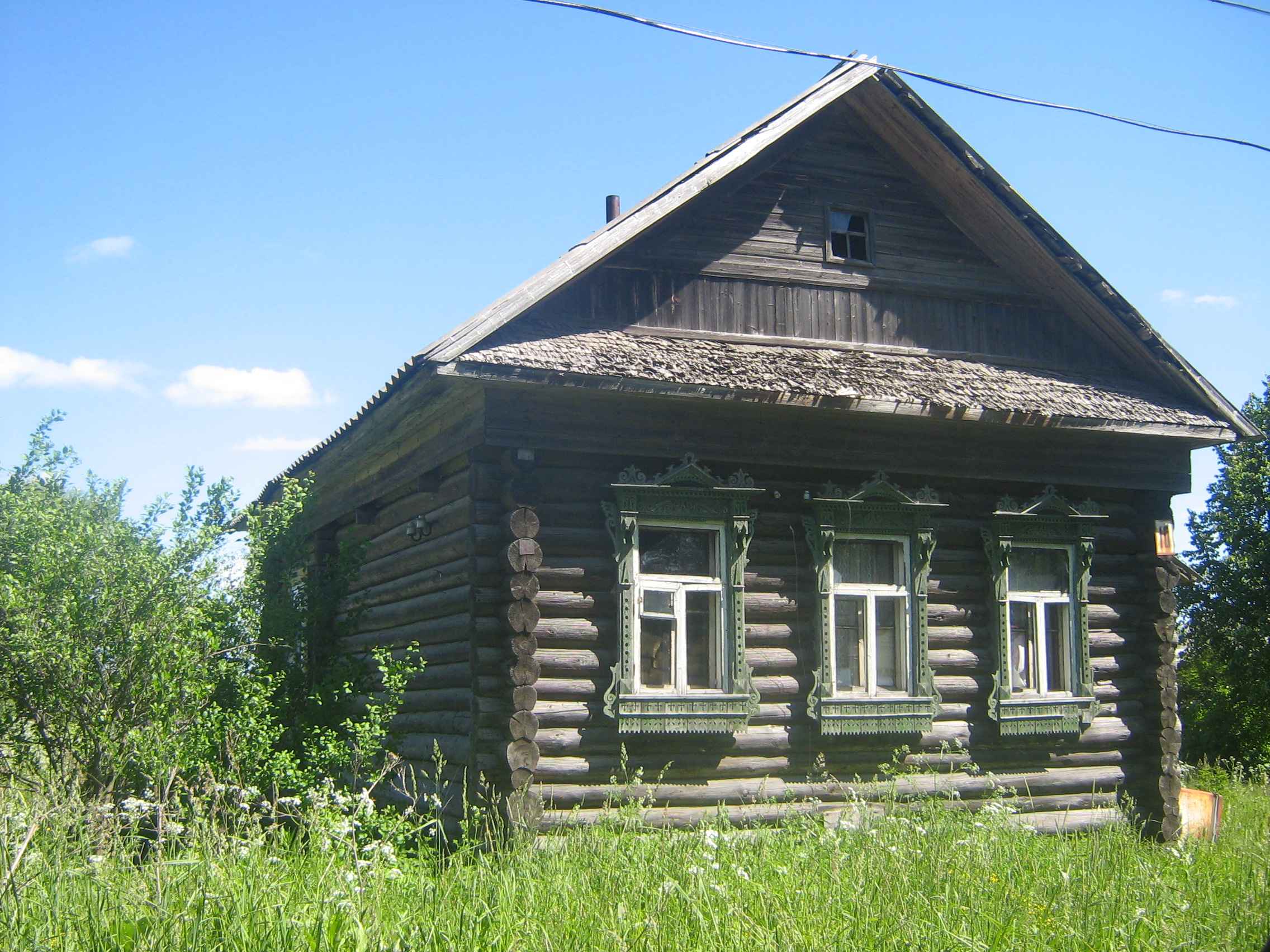
Una izbá en la localidad de Kushálino en la óblast de Tver.

Una isba (en ruso: изба́, romanizado: izbá) es una típica vivienda campesina rusa.
Construida con troncos, constituía la residencia habitual de una familia campesina rusa tradicional. Generalmente se construían cerca de un camino y dentro de un corral, que también incluía un jardín, un henil y un granero. Como el metal era costosísimo, estas viviendas se solían construir sin clavos y sin recurrir al uso de serruchos; los componentes de la edificación se cortaban y elaboraban con un hacha. Los intersticios se rellenaban con arcilla, siempre.